# 이학균 (대한제국)
이학균 (李學均)는 구한말과 대한제국의 무신이다.

## 생애
이학균은 1895년 시위대의 제1대대장에 임명되었다. 을미사변 당시 이학균은 명성황후가 시해당하자, 외국 군사고문과 외교관들에게 이 사실을 알렸다. 그는 영국총영사 흴리어와 윌리엄 다이 장군을 새벽 4시 경에 깨워 수상한 낌새를 알렸다. 이에 고문들과 외교관들도 눈치를 채고 궁궐에서 빠져나왔다. 그러나 황후를 살리기는 너무 늦었다. 이후 1896년에는 궁내부 참의관에, 1897년에는 영선사 장에 임용되었다. 이후 다시 궁내부 참의관에 임용되었다가 중추원 일등의관에 임명되었다. 이후 1897년 11월, 참령으로 시위 제 2대대장이 되었다. 하지만 2대대 소속 정위 한봉호가 직소를 벗어나 문제를 일으켰을 때 이학균은 대대장으로서 근신하도록 징계받았다.
이학균은 육군무관학교의 교장이 되었다. 그리고 1898년 12월 30일, 신태휴와 함께 부령으로 진급하였다. 하인리히 폰 프로이센 왕자가 방한 하였을 때 이학균은 호위를 맡았다. 1899년 7월 20일에는 원수부 기록국장으로 임명되었다. 그리고 같은해 8월 21일, 이학균은 참장으로 승진하였다. 이후 1900년 2월 19일, 원수부 기록국장으로 임명되었다. 이후 1901년 3월 19일, 이학균은 육군무관학교장이 되었다. 러일 전쟁 당시, 이학균은 이용익과 함께 대한제국 고종이 중립을 유지하도록 설득하였다. 이 때문에 한일의정서가 체결된 이후 현상건과 함께 연금되었으나, 이후 이학균은 그를 납치하려는 일본의 음모를 느꼈고 이에 그후 현상건과 함께 미국 군함 신시내티호에 비밀리에 승선하여 상하이로 망명하였다. 그리고 이는 일본도 알아차렸지만 체포에는 실패하였다. 이후 1907년 참장자리에서 해임당하였다, 상하이에 망명 중, 이학균은 현상건과 함께 영국의 <트리뷴>지에서 파견한 종군 기자인 더글라스 스토리와 면담하여 일본의 침략상과 이에 반대하는 고종의 의지를 세계 언론에 알릴 것을 부탁하였다. 이는 트리뷴지의 스토리 기자가 한국의 현실에 대한 파악을 시작한 계기가 되었다.
이학균은 아편중독이 심하였고,  대략 1909년 4월경에 사망하였다.